# Me First and the Gimme Gimmes
A Me First and the Gimme Gimmes nevű amerikai punk-együttest 1995-ben alapították. Arról híresek, hogy az 1960-as, 1970-es évekbeli popzenekarok számait punk rock verzióra átírják.

## Tagjai
- Spike Slawson – ének (Swingin' Utters – ének)
- Fat Mike – basszus (Nofx – ének, basszus)
- Chris Shiflett – gitár (Foo Fighters – gitár)
- Joey Cape – gitár (Lagwagon – ének, gitár)
- Dave Raun – dob (ex-Rich kids on LSD, Lagwagon – dob)

## Lemezeik

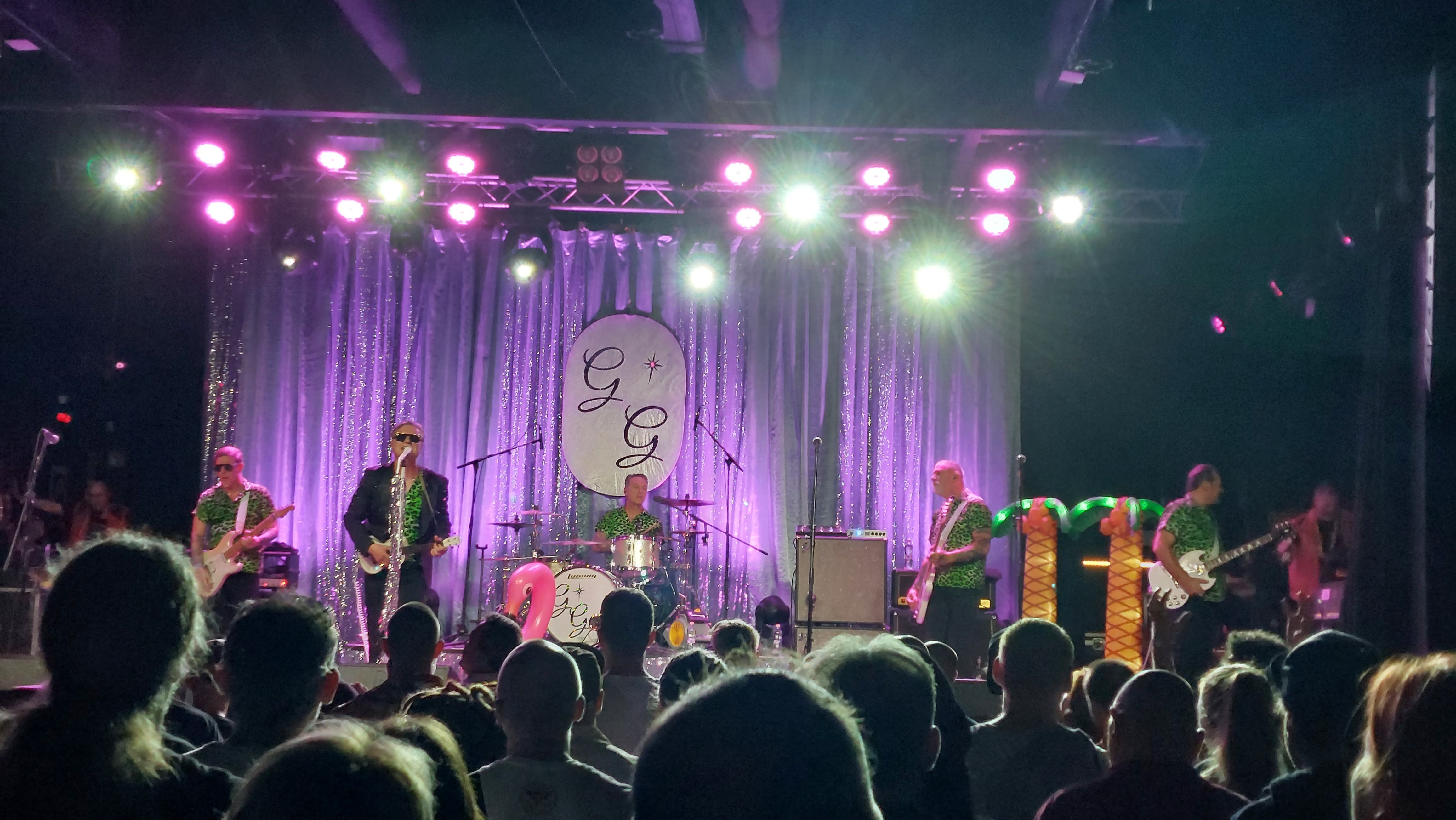
Me First and the Gimme Gimmes zenekar 2025-ben először Magyarországon (Dürer Kert)

Eredetileg nem tervezték, hogy megjelentetnek albumokat, ezért az első 1997-ben kis komplikációk között jelenhetett csak meg (Have a ball). A második albumuk a musicalek világát eleveníti fel (Are a drag), de nem arattak vele túl nagy sikert.   
A következő lemez a "Blow In The Wind" a 60-as éveket dolgozta fel, a negyedik album pedig az R&B stílusra korlátozódik (Take a Break). "Ruin Jonny's Bar Mitzvah" lemezüket a Bar Mitzvahban vették fel Jonny Wixennel (élő album). Ezen addig még nem játszott dalok is vannak. 
2006 októberében jelent meg a hatodik albumuk "Love Their Country" címmel. Ahogy a neve is elárulja, a lemez western és country-dalokat tartalmaz punkosítva.

## Diszkográfia
- 1997 – Have a Ball (Fat Wreck Chords)
- 1999 – Are a Drag (Fat Wreck Chords)
- 2001 – Blow in the Wind (Fat Wreck Chords)
- 2001 – Turn Japanese (EP, Japan Import, Pizza Of Death Records)
- 2003 – Take a Break (Fat Wreck Chords)
- 2004 – Ruin Jonny's Bar Mitzvah (Fat Wreck Chords)
- 2006 – Love Their Country (Fat Wreck Chords)
- 2008 - Have Another Ball (Fat Wreck Chords)
- 2011 - Go Down Under (Fat Wreck Chords)
- 2014 - Are We Not Men We Are Diva!
- 2017 - Rake it In: The Greatestest Hits
- 2024 - Blow it…at Madison’s Quinceañera!

## Külső hivatkozások
- dalszövegek
- hivatalos oldal